# Théo Ysaÿe
Pour les articles homonymes, voir Théo et Ysaÿe.
Théophile Antoine Ysaÿe dit Théo Ysaÿe, né le 2 mars 1865 à Verviers et mort le 24 mars 1918 à Nice, est un compositeur et pianiste belge.

## Biographie
Quelque peu relégué dans l’ombre par la carrière prestigieuse de son frère aîné, Eugène, Théo Ysaÿe fait des études en dilettante au Conservatoire de Liège. Sur les conseils d’Eugène, il complétera sa formation à l’Académie de Berlin. En 1885, il rejoint Paris où il fait partie de la « Bande à Franck ». Il est l'élève en composition de ce dernier entre fin 1885 et l'été 1889. Dans la capitale française, il assiste également à l’éclosion d’un courant dominé par les nouvelles tendances esthétiques représentées par Debussy. Théo Ysaÿe contribua à faire connaître la jeune école française à Bruxelles. 
En 1894, on le retrouve, avec son frère, dans La Libre Esthétique qui offre aux Bruxellois un vaste éventail de créations tant en musique que dans les arts plastiques. Théo y contribue en tant que pianiste et chef répétiteur. Excellent pianiste, sa santé fragile ne lui permettait pas de suivre le rythme effréné des tournées de son frère. Il épouse à Bruxelles le 17 juin 1895 la violoniste Carry Mess (1865-1938), avec qui il aura un fils, prénommé Jean qui deviendra réalisateur sous le nom de Jean Daumery. 
Professeur au Conservatoire de Genève, il meurt un jour avant Claude Debussy. Son œuvre, relativement vaste, n’est malheureusement pas entièrement éditée et, encore moins, interprétée. On y trouve principalement des symphonies, des concertos pour piano, des poèmes symphoniques, un requiem et de la musique de chambre. Le style initial, hérité de César Franck, se fait proche, ensuite, de l’impressionnisme.

## Œuvres
Orchestre
- Concerto pour piano et orchestre en mi bémol majeur op. 9 (publ. 1907)
- Première symphonie op. 14
- Le Cygne op. 15
- Les Abeilles op. 17
- La Forêt et l'oiseau op. 18
- Seconde symphonie (inachevée)

Musique de chambre
- Quintette pour cordes et piano op. 5
- Variations pour 2 pianos op. 10

Vocale
- Requiem (1906)